# Arnie Risen
Arnold Denny Risen, detto Arnie (Lexington, 9 ottobre 1924 – Beachwood, 4 agosto 2012), è stato un cestista statunitense, professionista nella NBL, nella BAA e nella NBA.

## Palmarès
- All-NBL Second Team (1947)
- Campionato NBA: 2

Rochester Royals: 1951
Boston Celtics: 1957
- All-BAA Second Team (1949)
- 4 volte NBA All-Star (1952, 1953, 1954, 1955)
- Migliore nella percentuale di tiro BAA (1949)